# Grote Russische terugtrekking
De Grote Russische terugtrekking was een terugtocht in de zomer van 1915 van het Russische leger aan het oostfront tijdens de Eerste Wereldoorlog. Het Russische leger werd over de hele linie terug gedrongen door het Duitse leger en trok zich terug uit Polen. Toen de Russen de Duitse opmars eindelijk hadden afgestopt was het front opgeschoven tot een linie die ruwweg verliep van Riga aan de Oostzee tot aan de Roemeense grens verliep.